# Real Companhia Velha
Старинная королевская компания (порт. Real Companhia Velha) — винодельческая компания Португалии. Была основана маркизом ди Помбал как привилегированная компания-монополист в 1756 году. Она являлась эксклюзивным производителем и распределителем вина из винодельческого региона Дору и имела привилегии беспошлинной торговли и экспорта. Вина, выпускаемые компанией, пользовались большим спросом в Великобритании и оказывали большое влияние на португальский торговый баланс в то время.
10 сентября 1756 года королевской грамотой короля Жозе I, под покровительством премьер-министра, Себастьяна Жозе ди Карвалью-и-Мелу, графа ди Оэйраш, маркиза ди Помбал была создана «Главная сельскохозяйственная компания вин Верхней Дору» (порт. Companhia Geral da Agricultura das Vinhos do Alto Douro). Позже она стала также именоваться «Старинная королевская компания». Компания до сих пор работает под брендом «Royal Oporto».
Грамота утверждала, что созданная из ведущих фермеров Верхней Дору и добропорядочных людей города Порту, компания выполняла задачу «постоянного поддержания культивирования виноградников, сохраняя производство вин в их естественной чистоте, в интересах сельского хозяйства, торговли и общественного здоровья».